# Guy Vandersmissen
Guy Vandersmissen (* 25. Dezember 1957 in Tongern) ist ein ehemaliger belgischer Fußballspieler.

## Karriere

### Vereinskarriere
Vandersmissen begann seine Spielerkarriere in der Jugendabteilung von Standard Lüttich. In seinem ersten Jahr als Profi wurde er an den Viertligisten Stade Warremien ausgeliehen. Nach einer Saison kehrte er nach Lüttich zurück, wo er unter Trainer Robert Waseige zum Stammspieler avancierte. Unter Trainer Ernst Happel gewann er mit Standard Lüttich 1981 den belgischen Fußballpokal, der zur Teilnahme am Europapokal der Pokalsieger 1981/82 berechtigte. In diesem Wettbewerb erreichte Standard unter dem neuen Trainer Raymond Goethals das Finale gegen den FC Barcelona. Im Stadion Camp Nou brachte Vandersmissen seine Mannschaft in der 8. Minute mit 1:0 in Führung. Am Ende siegte Barcelona mit 2:1. Bereits wenige Wochen zuvor hatte Standard die belgische Meisterschaft gewonnen. Der Titel konnte 1983 erfolgreich verteidigt werden. Ende der 80er Jahre erreichte er mit Standard zweimal in Folge das Pokalfinale, verlor aber jeweils gegen den RSC Anderlecht.
1991 verließ er Standard Lüttich und schloss sich Germinal Ekeren an. Dort begann Vandersmissen die Saison 1992/93, wechselte jedoch im August 1992 zu RWD Molenbeek. Nachdem Trainer Daniel Renders in der Saison 1997/98 entlassen worden war, übernahm Vandersmissen, der noch als Spieler aktiv war, am 22. Juli 1997 auch das Training der Brüsseler Mannschaft. Den Abstieg von RWDM in die zweite Liga konnte der mittlerweile 41-jährige jedoch nicht verhindern. Danach beendete Vandersmissen seine Spielerkarriere und arbeitete als Trainer weiter. Am 13. Dezember 1998 wurde er von RWDM entlassen.

### Karriere in der Nationalmannschaft
Ohne zuvor ein Länderspiel für Belgien bestritten zu haben, wurde Vandersmissen 1982 von Nationaltrainer Guy Thys für die Weltmeisterschaft 1982 in Spanien nominiert. Der rechte Mittelfeldspieler gab im Auftaktspiel gegen den amtierenden Weltmeister Argentinien sein Debüt für die "Roten Teufel". Belgien gewann das Spiel 1:0. Vandersmissen kam insgesamt zu vier Einsätzen im Turnier, bei dem Belgien die zweite Runde erreichte.
Aufgrund einer Bestechungsaffäre verpassten viele Standardspieler, darunter auch Vandersmissen, die Europameisterschaft 1984. Obwohl die meisten von ihnen fast unmittelbar nach Verbüßung einer Sperre in die Nationalmannschaft zurückkehrten, dauerte es bis 1986, bis Vandersmissen wieder berufen wurde. Am 19. Februar 1986, als die Qualifikation Belgiens zur Teilnahme an der Fußball-Weltmeisterschaft 1986 in Mexiko  bereits sicher war, wurde er in einem Freundschaftsspiel gegen Spanien eingesetzt. Belgien verlor mit 0:3 und Vandersmissen wurde in der Halbzeit durch Danny Veyt ersetzt. Für die Weltmeisterschaft einige Monate später wurde er nicht berufen.
Am 23. September 1987 bestritt er sein letztes Länderspiel. Er wurde im EM-Qualifikationsspiel gegen Bulgarien beim Stand von 0:2, dem späteren Endstand, nach 72 Minuten für Enzo Scifo eingewechselt.
Insgesamt bestritt Vandersmissen 17 Länderspiele für Belgien, in denen er ohne Torerfolg blieb.

## Nach der Karriere
Nach seiner aktiven Karriere begann Vandersmissen als Spielervermittler zu arbeiten. Zusammen mit seinem Sohn Kristof gründete er das Unternehmen NV Sporting Management, das 2011 in Cherry Sports umbenannt wurde.

## Erfolge
- Belgischer Meister: 1981/82 und 1982/83
- Belgischer Fußballpokal: 1981
- Belgischer Supercup: 1981 und 1983